# Église Notre-Dame-de-Septembre de Martrin
L'église Notre-Dame-de-Septembre de Martrin est une église située à Martrin, en France.

## Description
L'église est bâtie en grès et moellon.
La tour-clocher a été construite en 1392 et conserve de sa structure originelle que la partie supérieure, au-dessus du deuxième niveau (étage des cloches et salle de guet). La chapelle Notre-Dame et la salle voûtée qui la surmonte se trouvent aux étages inférieurs de la tour, et ont été transformées un siècle plus tard, en 1491, par le commandeur Pénavayre de Salès.

## Tombeau du Commandeur
Martrin était une commanderie des Hospitaliers de Saint-Jean de Jérusalem, dont Penavayre del Salès était le commandeur. L'église abrite sa sépulture, dite Tombeau du Commandeur. Il est creusé dans un bloc de grès fin, extrait des carrières du voisinage. Son couvercle est orné de croix, de blasons et inscriptions gothiques. La clef de voûte de la chapelle qui se trouve à la base de l'église porte les armes du commandeur Pénavayre de Salès.
Le sarcophage est daté de la fin du XVe siècle (de la première moitié du XVIe siècle dans l'arrêté d'inscription aux Monuments historiques en 1992). Il se trouve dans la chapelle Saint-Clément, nom actuel de la chapelle Notre-Dame-de-Salvation que Penavayre de Salès avait fait édifier.
Le tombeau se trouvait auparavant dans le cimetière attenant à l'église. Il mesure 2,25 mètres de long sur 0,95 mètres de large. Il est orné d'une croix latine sculptée en légère saillie, aux intersections de laquelle on trouve la figure d'un agneau. On y voit également une croix à huit pointes, à l'image de l'insigne des Chevaliers de l'Ordre de Malte. Au pied de la croix se trouvent trois écussons. Ce tombeau a été ouvert durant la Révolution française et on y a trouvé deux épées rouillées et des restes de squelette.

## Localisation
L'église est située sur la commune de Martrin, dans le département français de l'Aveyron.

## Historique
L'église est construite autour d'une tour hospitalière, datée du XIVe siècle. Craignant les routiers et les différents dangers, les Martrinols demandent au commandeur Pons de Panat la permission de bâtir une tour contre l'église, où ils peuvent se protéger et mettre leurs biens à l'abri.
Tombant en ruines, elle est reconstruite de 1903 à 1905, en ne conservant que la tour de l'ancien édifice.
L'édifice est inscrit au titre des monuments historiques en 1927.

## Illustrations

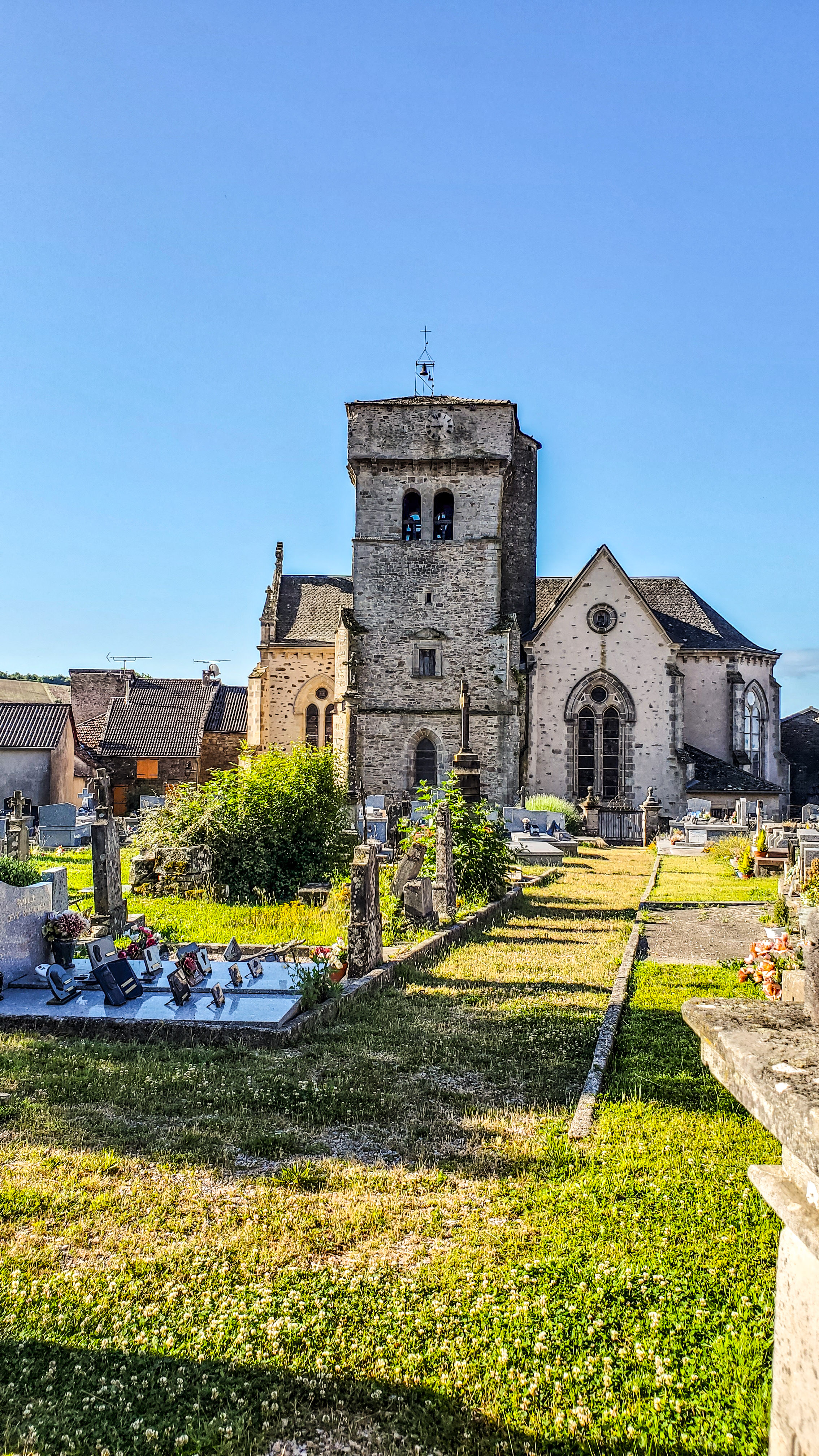
L'église Notre-Dame-de-Septembre de Martrin, vue depuis le cimetière attenant.
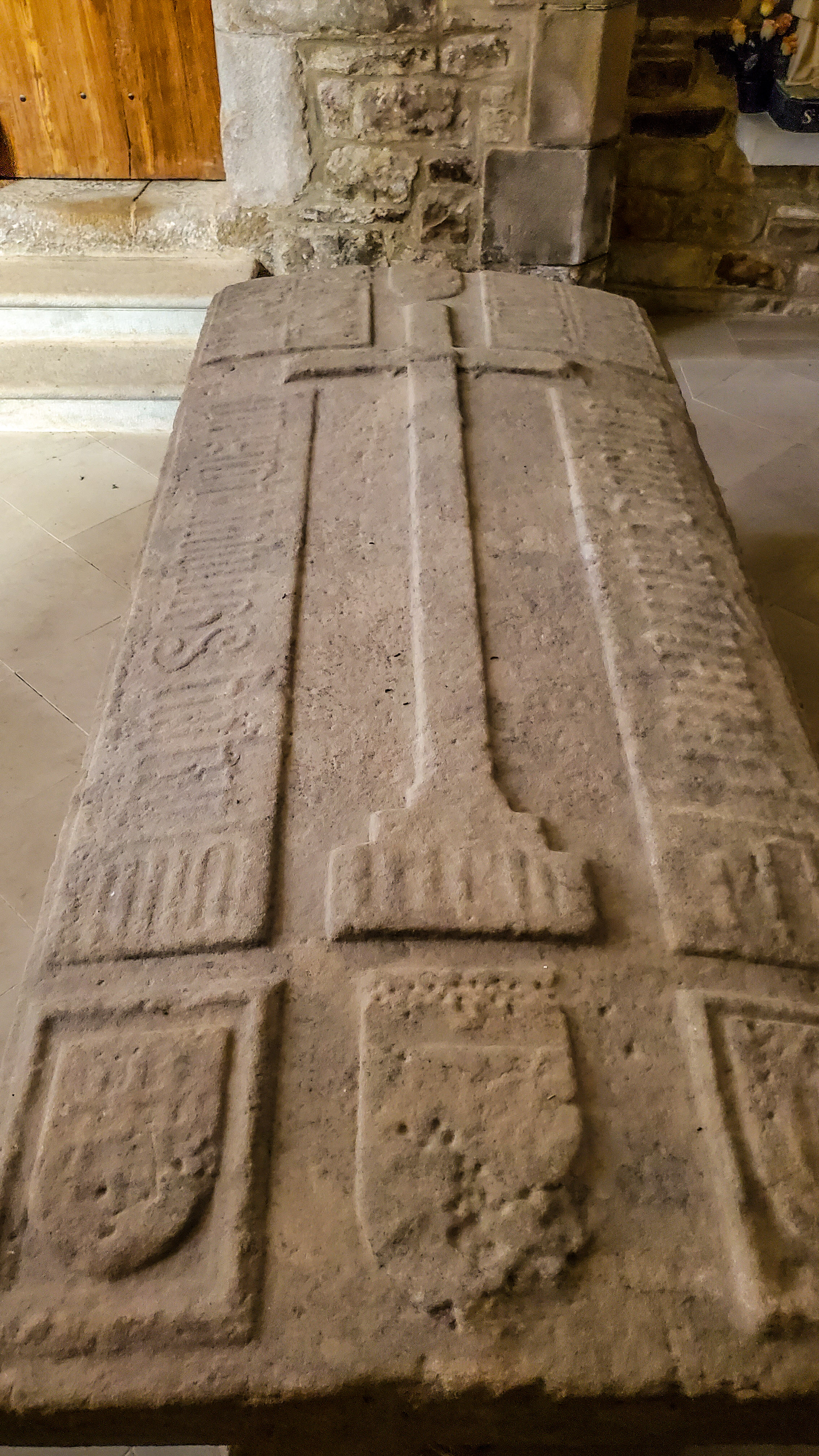
Tombeau de Pénavayre de Salès, situé dans la chapelle Saint-Clément de l'église Notre-Dame-de-Septembre de Martrin.